# 掌聲響起
《掌聲響起》是鳳飛飛演唱的一首歌曲，（作词：陈桂芬 作曲：陈进兴），收錄於同名專輯中。該歌曲於1986年9月發行。該歌曲曾於李登輝及馬英九就任中華民國總統時演唱。

## 重唱版本
掌聲響起一曲，後續有多名歌手重新演唱版本：
- 羅文，許冠英演唱粵語版本
- 羅文；收錄於〈塵緣〉
- 李嘉；收錄於〈轉調〉
- 許冠英；一生渴望
- 姚蘇蓉；收錄於魂縈舊夢
- 江美麗；收錄於江美麗的心情小棧1
- 文章；收錄於出道日 - Live全記錄
- 梁靜茹；收錄於愛的大遊行 Live全記錄
- 王壹珊；收錄於新人排行榜4－王壹珊比賽歌曲精選第二輯
- 劉德華；收錄於Unforgettable 忘不了